# Onna ni Sachi Are
Singles de Morning Musume
Kanashimi Twilight
(25 avril 2007) Mikan
(21 novembre 2007)
Singles par Morning Musume Tanjō 10nen Kinentai
Itoshiki Tomo e
(8 août 2007)
Onna ni Sachi Are (女に幸あれ, "Bonne chance, les filles") est le 34e single du groupe de J-pop Morning Musume.

## Présentation
Le single sort le 25 juillet 2007 au Japon sur le label zetima. Il est écrit, composé et produit par Tsunku. Il atteint la 2e place du classement des ventes de l'Oricon, et reste classé pendant cinq semaines, pour un total de 50 812 exemplaires vendus durant cette période. Il sort également dans deux éditions limitées notées "A" et "B", avec des pochettes différentes : l'édition "A" contient en supplément un DVD avec une version alternative du clip vidéo de la chanson, alors que l'édition "B" contient en supplément un livret de 40 pages. Le single sort aussi au format "single V" (DVD contenant le clip vidéo).
C'est le premier single avec les nouvelles membres chinoises intégrées tardivement à la 8e génération, Jun Jun et Lin Lin. C'est le premier single du groupe sans Hitomi Yoshizawa, "graduée" normalement deux mois auparavant, et sans Miki Fujimoto, démissionnaire le mois précédent à la suite de la révélation par la presse d'une liaison sentimentale ; c'est donc le premier single du groupe sans aucun membre des quatre premières générations. C'est aussi le premier d'une série de huit singles sans changement de formation du groupe, cas sans précédent dans son histoire.
La chanson-titre figurera d'abord sur la compilation Morning Musume All Singles Complete qui sort en fin d'année, puis sur le 9e album du groupe, Platinum 9 Disc de 2009.

## Formation
Membres du groupe créditées sur le single :
- 5e génération : Ai Takahashi, Risa Niigaki
- 6e génération : Eri Kamei, Sayumi Michishige, Reina Tanaka
- 7e génération : Koharu Kusumi
- 8e génération : Aika Mitsui, Jun Jun (début), Lin Lin (début)

## Titres
Single CD
1. Onna ni Sachi Are (女に 幸あれ?)
2. Please! Jiyū no Tobira (Please!自由の扉?)
3. Onna ni Sachi Are (Instrumental) (女に 幸あれ...?)

DVD de l'édition limitée "A"
1. Onna ni Sachi Are (Dance Shot Ver.) (女に 幸あれ...?)

Single V (DVD)
1. Onna ni Sachi Are (女に 幸あれ?)
2. Onna ni Sachi Are (Close-up Ver.) (女に 幸あれ...?)
3. Making Eizô (メイキング映像?)